# Jackson Square (MBTA-Station)
Jackson Square ist der Name einer U-Bahn-Station der Massachusetts Bay Transportation Authority (MBTA) im Bostoner Stadtteil Jamaica Plain im Bundesstaat Massachusetts der Vereinigten Staaten. Sie bietet Zugang zur U-Bahn-Linie Orange Line.

## Geschichte
Die Station wurde am 4. Mai 1987 im Rahmen der Renovierung und Verlegung der Orange Line parallel zum Northeast Corridor eröffnet.

## Bahnanlagen

### Gleis-, Signal- und Sicherungsanlagen
Der U-Bahnhof verfügt über insgesamt zwei Gleise, die über einen Mittelbahnsteig zugänglich sind.

### Gebäude
Der U-Bahnhof befindet sich im Stadtteil Jamaica Plain an der Adresse 1500 Columbus Avenue at 240 Centre Street. Das Gebäude ist vollständig barrierefrei zugänglich.
Im Rahmen des Arts-on-the-Line-Projektes der MBTA wurden in der Station mehrere großformatige Grafik-Illustrationen der Künstlergruppe Hyde Square Task Force and MBTA Community Art Program with muralist Roberto Chao sowie die Metallskulptur „Faces In the Crowd“ von Linda and James Toatley installiert. Darüber hinaus befinden sich außerhalb der Station zwei Granit-Monumente mit eingravierten Texten („Any Good Throat“ von Christopher Gilbert und „Grandmothers“ von Christine Palamidessi Moore).

## Umfeld
An der Station besteht eine Anbindung an fünf Buslinien der MBTA.